# Aktív észter
A szerves kémiában aktív észternek az olyan észter funkciós csoportot nevezik, amely fokozottan érzékeny a nukleofil támadásra. Az aktiválást a normál észter, például etil-acetát acil vagy alkoxi komponensének megváltoztatásával lehet elérni. Jellemző módosítás az elektronegatív szubsztituensek bevitele. Az aktív észtereket mind a szintetikus szerves kémiában, mind a biokémiában használják.

Az acetil-CoA a bioszintézisekben előforduló aktív észterek prototípusa

## Reakciókészség
Az aktív észtereket főként acilezőszerként használják. Ugyanazokban a reakciókban vesznek részt, mint a normál észterek, de sokkal gyorsabban – például hidrolízisre hajlamosak. Nagy jelentősége van az aktív észterek aminokkal szemben mutatott, fokozott reakciókészségének, melyekkel reagálva amidok állíthatók elő.

## Példák
A tioészterek jellegzetes aktív észterek, ahogy azt a koenzim-A észtereinek példája is mutatja.
A szintetikus szerves kémiában az aktív észterek közé tartoznak a nitrofenol és penteflulorfenol származékai. Az aktív észtereket – például az N-hidroxiszukcinimid és a hidroxibenzotriazol származékait – gyakran használják a peptidszintézisekben. Az akrilsav aktív észterei reaktív oldallánccal rendelkező polimerek prekurzorai.
Az aktív észterek fogalma kiterjed a foszforsav- és kénsav-észterekre is, utóbbiak közé tartozik a dimetil-szulfát, mely erős metilezőszer.

## Fordítás
Ez a szócikk részben vagy egészben  az   Active ester című angol Wikipédia-szócikk ezen változatának fordításán alapul.  Az eredeti cikk szerkesztőit annak laptörténete sorolja fel. Ez a jelzés csupán a megfogalmazás eredetét és a szerzői jogokat jelzi, nem szolgál a cikkben szereplő információk forrásmegjelöléseként.